# Ruta Żeromska
Ruta Żeromska (dawn. Żeromińska Ruta) – część wsi Rzepki (województwo łódzkie) w Polsce, położona w województwie łódzkim, w powiecie piotrkowskim, w gminie Czarnocin. Dawniej samodzielna wieś.
W latach 1975–1998 miejscowość położona była w województwie piotrkowskim.